# 仙人湾瑶族乡
仙人湾瑶族乡，地处中国湖南省怀化市辰溪县，是一个乡，人口约2.5万人，因沅江在此转弯并且传说当年有仙人在此修炼得名。下辖十几个自然村，境内主要是丘陵，主要人口集中在山脚下、沅江转弯处的三角洲。山上也有一些村落。主要为农业，产桔子、板栗、茶油等。

## 行政区划
桥头溪乡下辖以下地区：
仙人湾社区、炮台村、浅水村、千丘田村、龙呼溪村、清水塘村、简家湾村、高鼓塘村、团坡村、光明堂村、罗家坪村、仙人湾村、布村、坪家村、溪台村、扎龙山村、望乡村、梓寨村、元头坪村和渔业村。